# 박현빈 (2004년)
박현빈(2004년 6월 5일 ~ )은 대한민국의 축구 선수로, 포지션은 윙어이다. 현재 K리그2 성남 FC 소속이다.